# Fossa radialis humeri

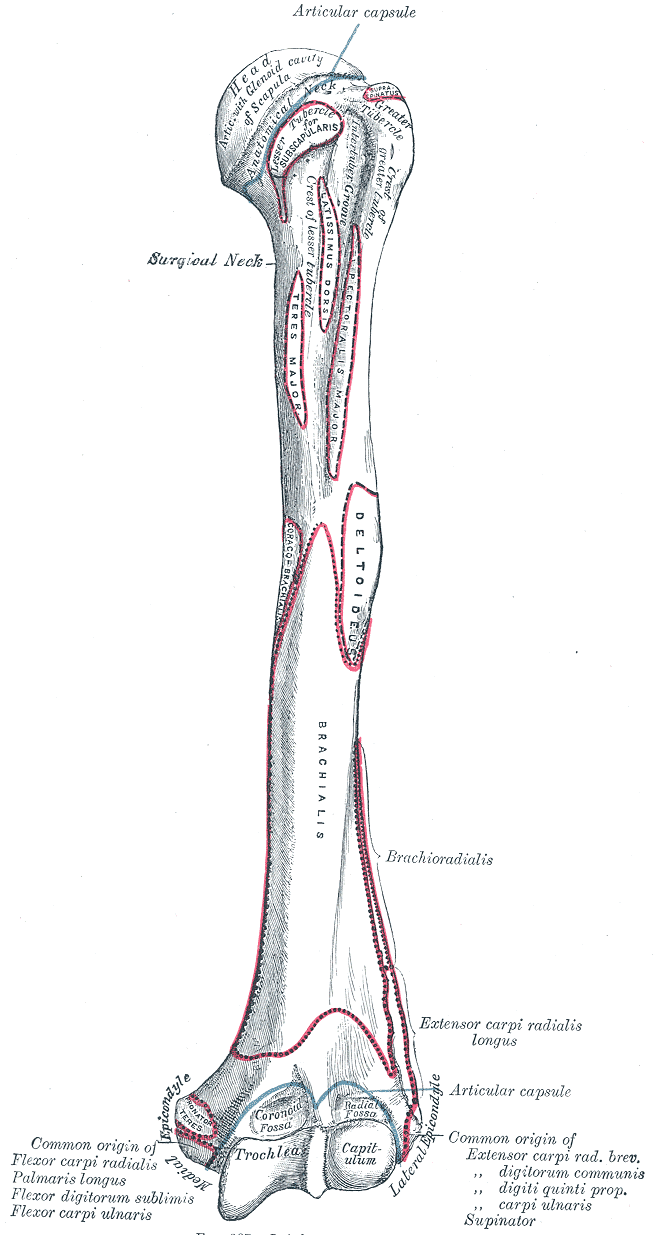
A felkarcsont (jobbra lent lehet látni a fossa radialis humerit)

A fossa radialis humeri a felkarcsonton (humerus) található. A capitulum humeri felett található mélyedés. Ez fogadja be az orsócsont felső végét mikor az alkar hajlik.